# Goran Kovačević (Musiker, 1971)

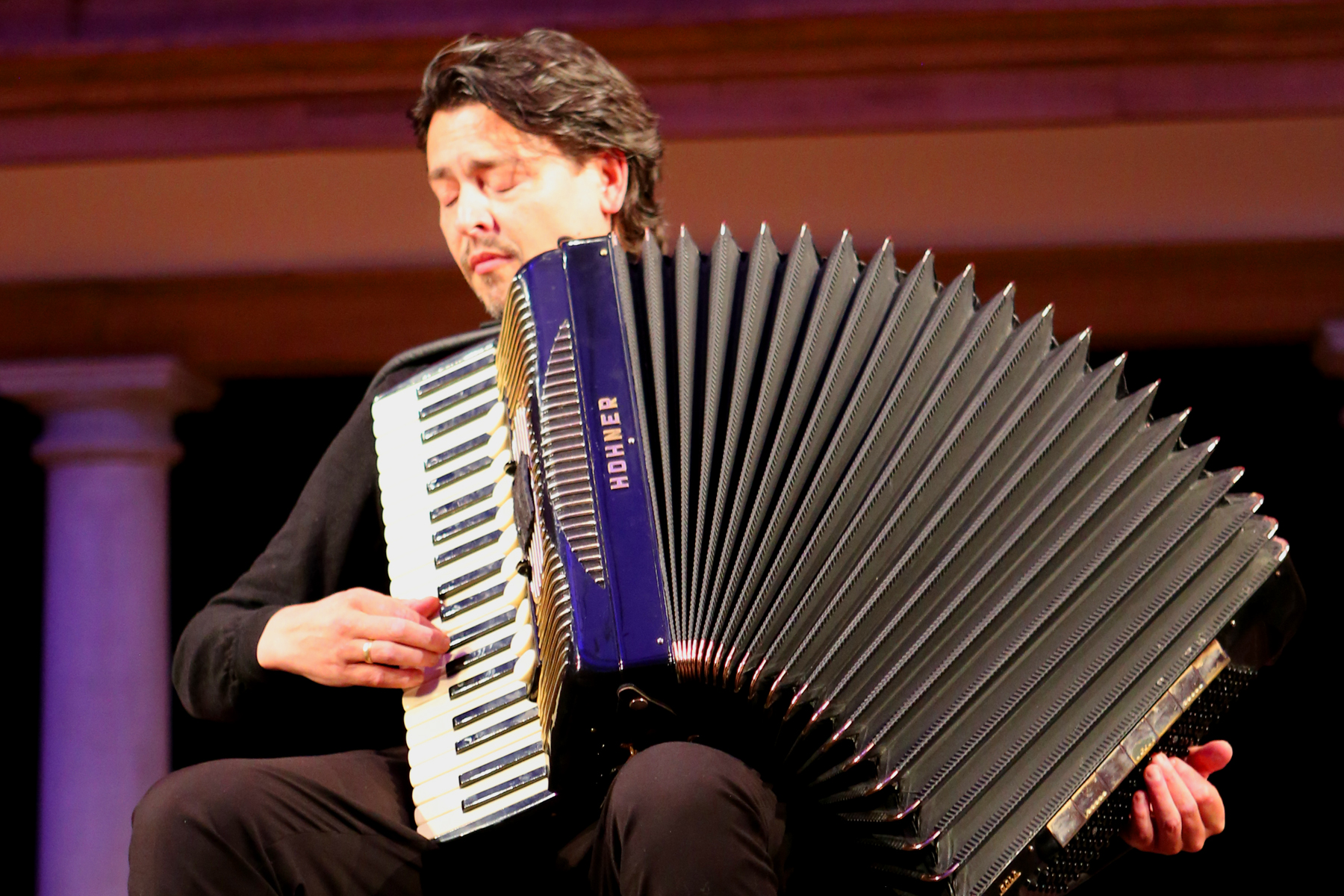
Goran Kovačević

Goran Kovačević (* 1971 in Schaffhausen) ist ein Schweizer Akkordeonist und Komponist.

## Leben und Wirken
Kovačević erhielt seinen ersten Unterricht von seiner Mutter im Alter von 6 Jahren. Als Kind jugoslawischer Auswanderer war die osteuropäische Folklore sein erster musikalischer Bezug. Er befasste sich intensiv mit der Folklore osteuropäischer Länder und vertiefte sein Akkordeon-Spiel bei Ljubisa Pavković und Vladeta Kandić „Bata Kanda“ in Belgrad.
In der Schweiz besuchte er die Musikschule Lobsiger in Schaffhausen und bereitete sich bei Max Ruch intensiv auf das Studium vor.
Später folgten Studien am Konservatorium Winterthur (Schweiz) und an der Staatlichen Hochschule für Musik in Trossingen (Deutschland) bei Hugo Noth. Meisterkurse am Mozarteum in Salzburg bei Stefan Hussong, bei Ivano Battiston in Florenz, bei Friedrich Lips aus Moskau, bei Ivan Koval aus Weimar und Joseph Macerollo an der University of Toronto ergänzten seine künstlerische Ausbildung.
Kovačević ist Preisträger internationaler Wettbewerbe wie Coupe Mondiale, Internationaler Akkordeonwettbewerb in Klingenthal, Mozarteum Salzburg, DAAD Preis Bonn, mehrfacher Junge Ohren Preis Berlin. An den Hochschulen Luzern und Bern wird er regelmäßig als externer Experte für Akkordeon eingeladen. Bei den Wettbewerben Coupe Suisse de l´Accordeon und beim Prima la Musica in Österreich wirkt er regelmäßig in der Jury mit. Seit 1999 ist Goran Kovačević Professor für Akkordeon und Kammermusik am Landeskonservatorium in Feldkirch (Österreich). Als Solist und Kammermusiker in verschiedenen Besetzungen führten ihn seine Konzerttourneen durch Europa, nach Amerika und Asien.
Kovačević komponierte Theater- und Filmmusik für Akkordeon mit Streichquintett, Bläser, Chor und Sinfonieorchester. In seinen Kompositionen widmet er sich zunehmend dem Thema der Verschmelzung unterschiedlicher Genres, in dem Bestreben mit Musik kulturelle Grenzen zu überwinden. Durch das Zusammenfügen der Kernelemente aus den unterschiedlichen Traditionen, wie Alpenmusik, Balkan, Jazz, Klassik, Musette und Tango, entwickelte er eine eigene Klangsprache. Bisher (2017) veröffentlichte er 47 CDs mit Werken aus der Klassik, Moderne, Virtuosen U-Musik, Folklore, Jazz und Tango-Nuevo.
Im April 2017 wurde Kovačević der Anerkennungspreis der Kulturstiftung St. Gallen verliehen, der für Persönlichkeiten und Projekte vergeben wird, die durch Kontinuität und durch ein hohes Niveau geprägt sind.

## Diskografie
Auswahl:
- 1997	Atmosphere de concert – Solo
- 1999	Havanna Feelings – Argelia Fragoso / Thomas Etschmann
- 1999	Griechische Passion – Wiener Sinfoniker
- 2000	Klangkörperklang – Daniel Ott EXPO 2000
- 2003	Lo Berde – Amaro Drom
- 2003	Pearls – Duo WoMan
- 2004	Gipsy Sound – Amaro Drom
- 2004	Joy Mama – Puszta Company
- 2004	Pura Emocion – Sin Embargo
- 2005	Liebe und Tango – Sin Embargo
- 2006	Body & Soul – The Dusa Orchestra
- 2007	Orijent Ekspres – The Dusa Orchestra
- 2008	Luna – The Dusa Orchestra
- 2008	Das launische Metronom – Sinfonieorchester Pilsen
- 2008	New York Session – Import-Export
- 2008	St. Gervais – Import-Export
- 2009	Hank Williams – Michael Köhlmeier
- 2009	Koteria – Romobil
- 2010	Spectrum – The Dusa Orchestra / Liberty Brass
- 2010	Passion – Solo
- 2010	Walenki – The Dusa Orchestra
- 2010	Cabaret – The Dusa Orchestra & Friends
- 2011	Blehmuzik – Blehmuzik
- 2011	Mosig förs Folk – Harmoniemusik Vaduz
- 2012	Four Brothers – The Dusa Orchestra
- 2012	Over the Moon – Peter Uehlinger & Band
- 2012	Chocolat – Zofka
- 2014	Scharans – Linard Bardill
- 2014	Genau – Baro Drom Orkestar
- 2014	Last Cigarette – Da Cello
- 2014	Tarab – Tarab Combo
- 2015	Song of my heart – Isabella Pincsek-Huber
- 2015	Alles Tango, oder was? – Quintetto del arco Nuevo
- 2015	Jug – Baro Drom Orkestar
- 2016	Wintersong – Isabella Pincsek-Huber
- 2016	Odyssée – Die Schurken